# Eduardo Núñez
Eduardo Michelle Núñez Méndez (Santo Domingo, 15 giugno 1987) è un ex giocatore di baseball dominicano.

## Carriera

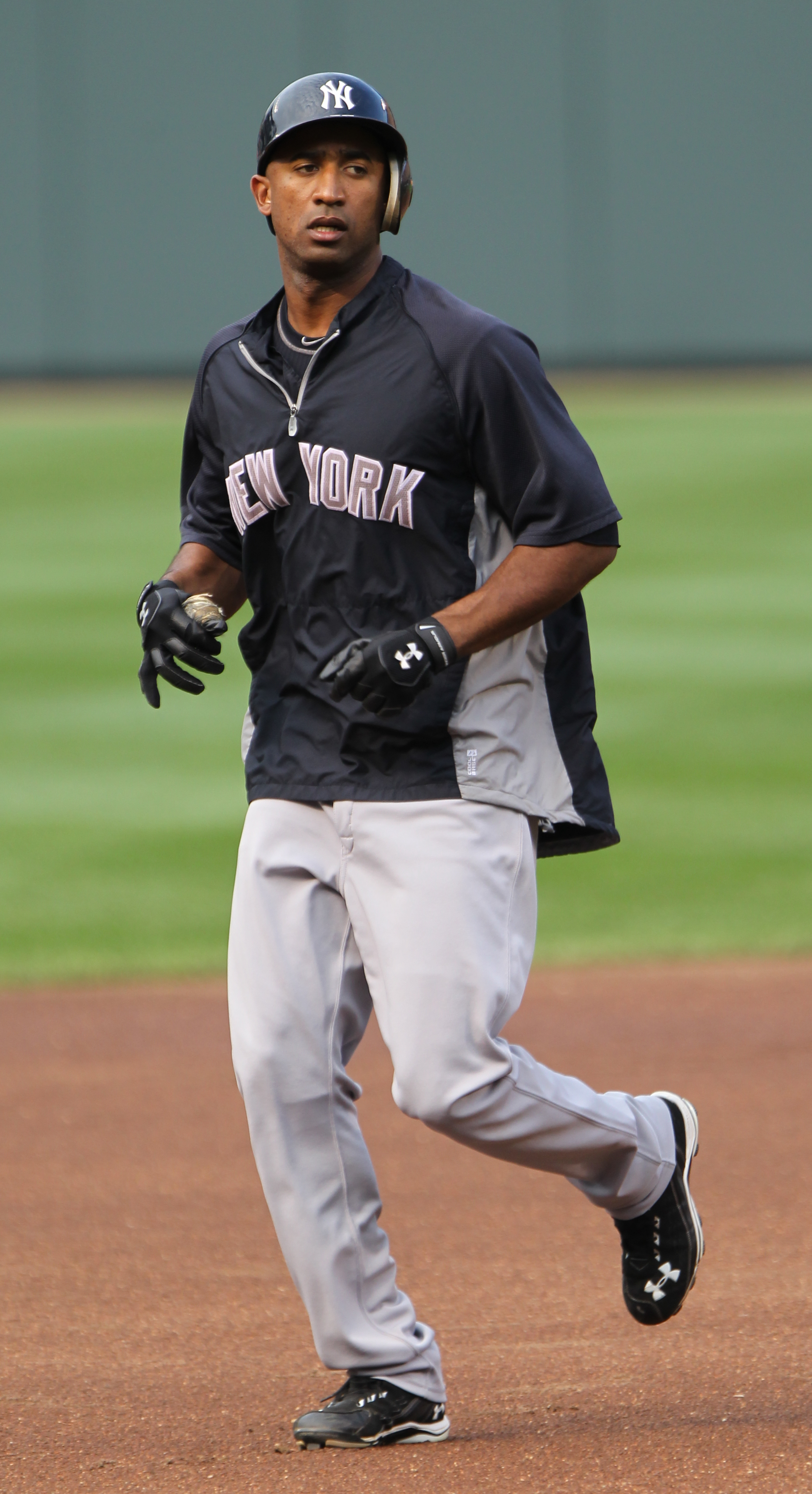
Núñez con gli Yankees nel 2011

### Inizi e Minor League (MiLB)
Núñez frequentò le scuole superiori nell'accademia militare americana di San Juan nel Porto Rico.
Nel febbraio 2004, firmò come free agent internazionale con i New York Yankees. Iniziò a giocare nel 2005 nella classe A-breve. Passò la stagione 2006 nella classe A-avanzata fino al 17 maggio e successivamente nella classe A, categoria in cui rimase fino al 28 luglio 2007. Il 30 luglio 2007, venne nuovamente promosso nella classe A-avanzata, dove trascorse il resto della stagione e l'intera stagione 2008. Disputò la stagione 2009 nella Doppia-A e iniziò e la stagione 2010 nella Tripla-A.

### Major League (MLB)
Núñez debuttò in MLB il 19 agosto 2010, allo Yankee Stadium di New York, contro i Detroit Tigers. Il 1º aprile 2014 i New York Yankees designarono Núñez per il riassegnamento. Il 7 aprile i Minnesota Twins scambiarono il lanciatore Miguel Sulbaran con gli Yankees, in cambio di Núñez. Da giocatore dei Minnesota Twins, il 5 luglio 2016, viene convocato all'All-Star Game. Il 28 luglio 2016 i Twins scambiarono Núñez con i San Francisco Giants, in cambio del lanciatore Adalberto Mejia.
Il 26 luglio 2017 i Giants scambiarono Núñez con i Boston Red Sox ottenendo in cambio i lanciatori Gregory Santos e Shaun Anderson.
Nella prima partita della American League Division Series 2017 contro gli Houston Astros, Núñez è stato portato fuori campo dai suoi allenatori e allenatori dopo aver subito un evidente infortunio al ginocchio.
Free agent dal 2 novembre 2017, i Red Sox rinnovarono con Núñez il 18 febbraio 2018 con un contratto di un anno del valore di 4 milioni; con opzione del giocatore per la stagione 2019.
Durante la giornata inaugurale della stagione 2018 contro i Tampa Bay Rays, Núñez batté un home run interno.
Núñez venne designato per la riassegnazione il 15 luglio 2019, e svincolato il giorno 20 dello stesso mese.
Il 25 gennaio 2020, Núñez firmò un contratto di minor league con i New York Mets. Divenne free agent a fine stagione.

### Chinese Professional Baseball League (CPBL)
Il 6 aprile 2021, Núñez firmò con i Fubon Guardians della Chinese Professional Baseball League, la lega professionistica di Taiwan.
Il 20 ottobre 2022 ha annunciato il proprio ritiro.

## Palmarès

### Club
- World Series: 1

Boston Red Sox: 2018

### Individuale
- MLB All-Star: 1

2016